# ییرژی کریچیک
ییرژی کریچیک (چکی: Jiří Krejčík؛ ۲۶ ژوئن ۱۹۱۸ – ۸ اوت ۲۰۱۳) کارگردان فیلم، فیلم‌نامه‌نویس و بازیگر اهل جمهوری چک بود.
از فیلم‌ها یا مجموعه‌های تلویزیونی که وی در آن‌ها نقش داشته‌است، می‌توان به «هفته‌ای در یک خانهٔ آرام» (۱۹۴۷)، «روستای مرزی» (۱۹۴۸)، و «دربارهٔ مسائل فراطبیعی» (۱۹۵۹) اشاره نمود.